# كويم جوتييريس
كويم جوتييريس (بالإسبانية: Quim Gutiérrez)‏ هو ممثل إسباني، ولد في 27 مارس 1981 ببرشلونة في إسبانيا. من الجوائز التي نالها Goya Award for Best New Actor ‏ سنة 2007.

## جوائز
- Goya Award for Best New Actor [الإنجليزية]‏ (2007)

## وصلات خارجية
- كويم جوتييريس على موقع IMDb (الإنجليزية)
- كويم جوتييريس على موقع قاعدة بيانات الأفلام العربية
- كويم جوتييريس على موقع ألو سيني (الفرنسية)
- كويم جوتييريس على موقع ميوزك برينز (الإنجليزية)
- كويم جوتييريس على موقع أول موفي (الإنجليزية)
- كويم جوتييريس على موقع قاعدة بيانات الأفلام السويدية (السويدية)
- كويم جوتييريس على موقع قاعدة بيانات الفيلم (الإنجليزية)
- كويم جوتييريس على موقع كينوبويسك (الروسية)